# 5260 Philvéron
Az 5260 Philvéron (ideiglenes jelöléssel 1989 RH) a Naprendszer kisbolygóövében található aszteroida. Eric Walter Elst fedezte fel 1989. szeptember 2-án.